# Isopterygium molle
Isopterygium molle är en bladmossart som beskrevs av Thériot 1923. Isopterygium molle ingår i släktet Isopterygium och familjen Hypnaceae. Inga underarter finns listade i Catalogue of Life.